# Hermann Aichinger junior
Hermann Aichinger (* 19. August 1917 in Rodaun; † 19. November 1965 in Wien) war ein österreichischer Architekt.
Aichinger, der Sohn von Hermann Aichinger, der ebenfalls Architekt war, studierte in den Jahren 1936 bis 1947 mit Unterbrechung durch den Zweiten Weltkrieg in den Jahren 1941 bis 1946 an der Technischen Hochschule in Wien. Anschließend trat er in das Büro seines Vaters ein.
Zu seinen größten Projekten zählen der Wiederaufbau von Teilen des Hauptgebäudes der Universität Wien sowie Gemeindebauten in Wien-Jedlesee, Wohn- und Geschäftshäuser sowie Industriebauten. Nachdem sein Vater im Jahr 1962 gestorben war, stellte er das Krebsforschungsinstitut in Wien-Alsergrund fertig. Er überlebte ihn aber nur bis 1965 und wurde im selben Grab wie sein Vater am Hietzinger Friedhof (Gruppe 12, Nummer 29) bestattet.